# Бужок (село)
Бужо́к (пол. Bużek) — село в Україні, у Золочівському районі, Львівської області. Відстань до райцентру становить 14,5 км, до колишнього райцентру Олеська — 14,5 км, що проходить автошляхом місцевого значення. Відстань до найближчої залізничної станції Ожидова становить 9,5 км.
Бужок разом із селами Підлисся, Черемошня, Гавареччина, Розваж, Білий Камінь належали до 2020 р. до Білокамінської сільської ради.. Населення становить 529 осіб.

## Історія

### Найдавніша письмова згадка
У давніх писемних джерелах згадується як Буг («Buh», «Bug»), Бежек («Bezek»). Чи не найдавніша згадка про село, виявлена краєзнавцем Андрієм Квасецьким, стосується 3 червня 1467 року. В 15 томі Актів гродських і земських — судових записках Львівських судів — згадується  прокуратор (управитель маєтністю) села Буг Іван Островський — «Ostrowszki de Bug»). На той час село належало до маєтків Олеського старости Яна Сененського.

### Колишні власники села
1511 року село Буг перейшло до володінь Мартина Каменецького, який отримав його як посаг після одруження з дочкою Петра Сененського Ядвігою. Мартин Каменецький як каштелян львівський, а згодом —  воєвода подільський — особливо відзначився у боротьбі з татарами.
У люстрації від 1515 року зазначається, що у Бужку оброблявся 1 лан ріллі (близько 20 га), але у 1578 році у цій маєтності Каменецьких згадується вже 3 лани (близько 80 га). Така значна різниця могла бути наслідком сильного спустошення, якого зазнало село від татарських набігів на межі XV—XVI століть.

### Згадки на сторінках щоденника Еріха Лясоти
Село Бужок потрапило на сторінки щоденника моравського шляхтича Еріха Лясоти, який за дорученням австрійського імператора Рудольфа ІІ очолював посольство на Запорізьку Січ. У селі Бужку посол Еріх Лясота перебував разом зі своїм почтом 20 квітня 1594 року і 27 липня того ж року при поверненні з далекої мандрівки. Щоправда, автор записав дві різні назви, які, можливо, вже в той час побутували паралельно. У першому випадку «Bezek» — буквально «Бежек»  — дещо спотворена назва від українського наймення «Бужок», але дуже наближена до назви польською мовою — «Bużek». У другому випадку вжита поширена у XV—XVII століттях назва «Buh».
Ця обставина трохи спантеличила перекладачів і консультантів щоденника Еріха Лясоти, що вперше побачив світ українською 1983 року. Вони  помилково ідентифікували «Bezek» з Белзцем (Belzec), а «Buh» — з містом Буськом, позбавивши Бужок знакової згадки на цікавій сторінці історії.
Насправді мова йде про один і той же населений пункт. На це, зокрема, вказують зауваги Еріха Лясоти, що у Бежеку (Бужку)  мандрівники «досягли підніжжя гір, які залишилися праворуч», і вирушили до Олеська. Мова йде про Жулицьку гору і Святу гору, які розташовані неподалік села на схід від нього і  праворуч шляху на Олесько. В іншому місці запис ще красномовніший. У ньому зазначено, що поселення Буг — це «село на Бузі, який витікає приблизно за дві милі звідси».
Важливо відзначити, що на шляху між Глинянами і Олеськом, а також на цьому відтинку зворотної дороги, Еріх Лясота згадав лише про одне поселення» — Бужок, що, без сумнівну, свідчить про його значимість на межі XVI—XVII століття. Невдовзі село опиниться у затінку містечка Білий Камінь, яке на той час лише починало розбудовуватися у тісних межах між селами Бужок та Черемошня і ще не викликало зацікавленості мандрівників.
У 1671 році маршрутом Еріха Лясоти між Глинянами та Олеськом пересувався інший знаменитий мандрівник Ульріх фон Вердум, який робив більш детальні записи у своєму щоденнику. На річці Буг він згадував вже не Бужок, а «мале місто» Білий Камінь — власність княгині із Замостя, паніматки майбутнього польського короля Михайла Вишневецького.

### Цікаві факти
- У 1649 році Бужок, як і сусідні села Белзець та Жуличі, належали родині Белзецьких (Белжецьких), але згодом вони були приєднані до Білокамінського маєткового ключа князів Вишневецьких. Зародком цього маєткового комплексу стали Білий Камінь, Черемошня і Ушня.[10]
- Школа у селі Бужок була заснована 1872 року. Згідно з даними Золочівської окружної шкільної ради  у 1885 році її відвідувало 98 дітей із 107, що підлягали обов’язковому навчанню. Учні проходили практику на шкільному городі і полі, доглядали садівничу шкілку.[11]
- Наприкінці ХІХ століття жителі села займалися, окрім рільництва і тваринництва, також ткацтвом, виготовляючи грубе полотно. Важливим виробничим об’єктом був водяний млин з трьома каменями.
- У селі була стара дерев'яна церква, яку замінила пізніше нова. Було в селі кілька родин латинників, але вони не почували себе поляками, хоча й ходили час від часу до костелу у Білому Камені. Парафіяльний будинок був облаштований у приміщенні старої австрійської казарми.
- При копанні картоплі жителями Бужка знайдено півтораметрову кам'яну бабу, яку передали до Львівського музею історії релігії.
- У 1885 році в селі мешкало 645 осіб, з яких: 554 — греко-католики, 65 римо-католиків та 26 євреїв.[12]

## Релігія
Нині в селі існує дві релігійні громади, а саме: релігійна громада православної церкви України та релігійна громада Української греко-католицької церкви.
Метрики датуються 1781 роком. Парохами були отець Стеткевич, який збудував церкву та заклав при церкві крамницю, отець Іван Потопник, старанням якого церкву уряджено всередині, а у 1912 році побудовано нову муровану дзвіницю, отець Шебець, отець Пелех, отець Євген Лукашевич, отець Лящук і отець Яцків.
Село було знане на цілу околицю через те, що в одній селянській хаті відновився образ Божої Матері. На почорнілім від старості і мальованім на дереві образі обличчя Божої Матері вже не можна було впізнати. Якось мешканці дому помітили, що лице Божої Матері стає з кожним днем ясніше, аж в кінці стало цілком ясне. Консисторська комісія ствердила, що той образ відновився в чудесний спосіб. Його забрали до церкви і помістили за престолом.
Під час реколекційних наук у Бужку вірні вказали на могилу отця Григорія Косара, пароха села у 1918 році, який під час епідемії грипу («іспанки») сповідав хворих (хоч спеціальним розпорядженням церковної влади священикам не рекомендувалося сповідати хворих на іспанку вдома, але вважав то своїм обов'язком). Сам отець захворів, помер і був похований на сільському цвинтарі.
Свідчення душпастиря живе серед громади уже майже 100 років. За могилою душпастиря доглядають бужани вірні греко-католицької громади Святої Параскеви, а історію його жертвенного служіння розповідають усім гостям як будуючий приклад служіння душпастиря в часи лихоліття першої світової війни.

## Відомі люди
- Григорій Косар — священик УГКЦ, приклад жертвенного служіння душпастиря в часи лихоліття Першої світової війни та епідемії «іспанки».

## Галерея

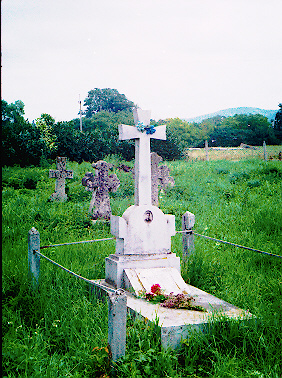
Могила отця Григорія Косара
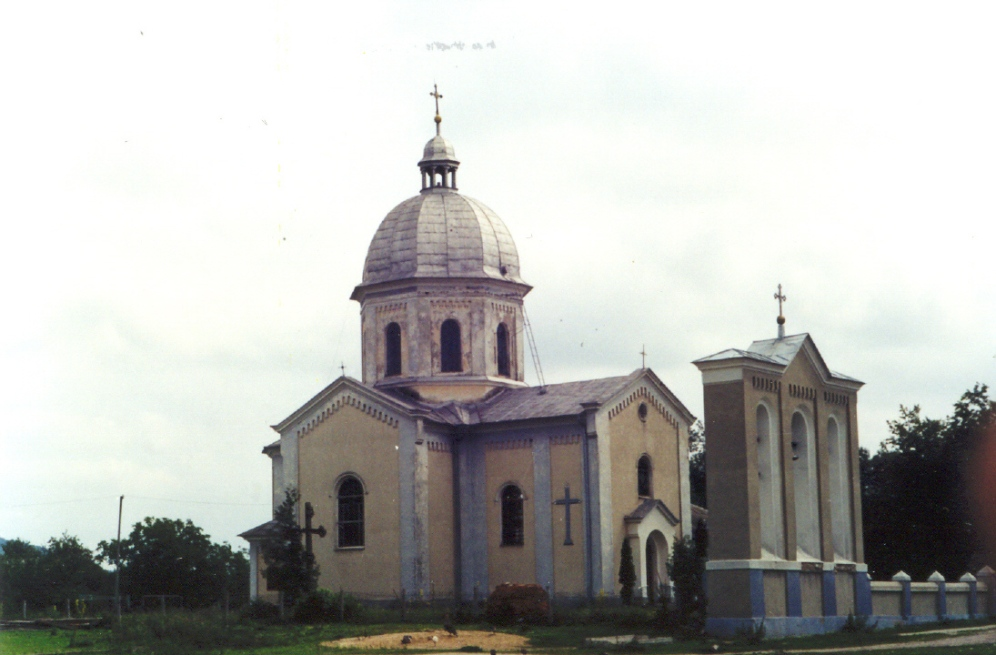
с. Бужок. Церква Святого Миколая
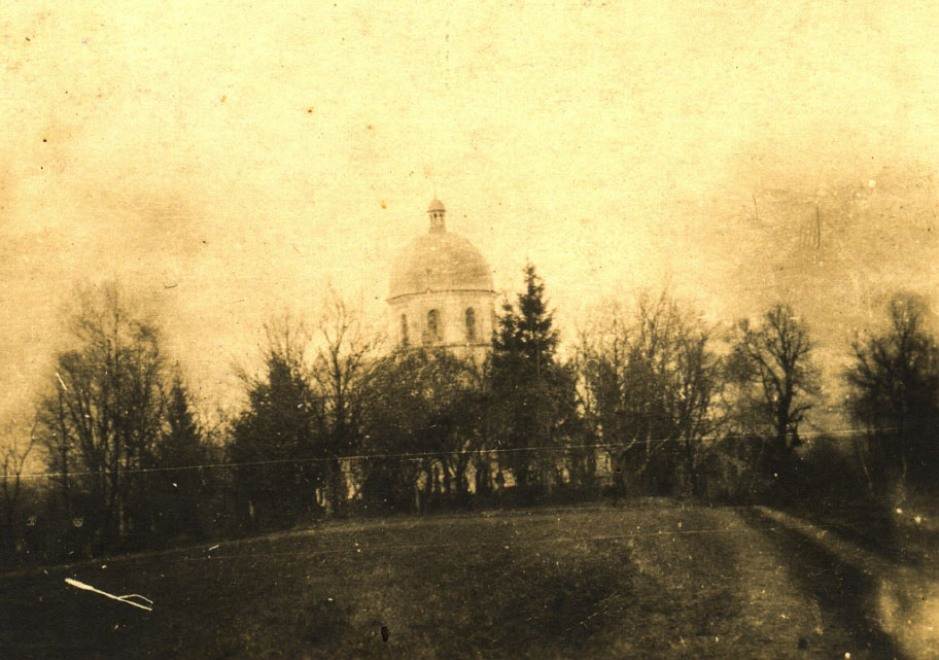
Вигляд села у 1917 році